# Sinochaitophorus maoi
Sinochaitophorus maoi är en insektsart. Sinochaitophorus maoi ingår i släktet Sinochaitophorus och familjen långrörsbladlöss. Inga underarter finns listade i Catalogue of Life.